# 51. (vojvodinska) divizija (NOVJ)
51. (vojvodinska) divizija je bila partizanska divizija, ki je delovala v sklopu NOV in POJ v Jugoslaviji med drugo svetovno vojno.
Ustanovljena je bila 31. oktobra 1944.

## Sestava
oktober 1944
- 7. vojvodinska brigada
- 8. vojvodinska brigada
- 12. vojvodinska brigada